# Rhœadine
 (février 2013).
Si vous disposez d'ouvrages ou d'articles de référence ou si vous connaissez des sites web de qualité traitant du thème abordé ici, merci de compléter l'article en donnant les références utiles à sa vérifiabilité et en les liant à la section « Notes et références ».
La rhœadine est un alcaloïde présent dans le coquelicot, (Papaver rhoeas) et dans le pavot somnifère qui possède des effets sédatif, hypnotiques et expectorants.